# 西天滿
西天滿（日语：／）是大阪市北區的町名。現行行政地名為西天滿一丁目至西天滿六丁目。郵遞區號為530-0047。

## 地理
東至天滿堀川跡的阪神高速12號守口線，西至曾根崎川跡上的難波小橋跡與御堂筋，南至堂島川，北至寺町通。東北角有堀川戎神社，東南部有難波橋。西鄰曾根崎新地，北接兔我野町與太融寺町的北野歡樂街。

## 歷史
此地是江戶時代大坂三鄉之一的天滿組所屬區域西半部。

## 設施

### 道路
- 西天滿交差點
- 國道1號（京阪國道（日语：京阪国道）、曾根崎通（日语：曽根崎通））
- 大阪府道14號大阪高槻京都線（日语：大阪府道・京都府道14号大阪高槻京都線）
- 新御堂筋（日语：新御堂筋）
- 御堂筋
- 阪神高速道路1號環狀線北濱出口（南森町出入口在東邊的南森町一丁目）
- 大江橋

## 設施
- 大阪高等裁判所、地方裁判所及簡易裁判所合同廳舍
  - 大阪高等裁判所
  - 大阪地方裁判所（日语：大阪地方裁判所）
  - 大阪簡易裁判所（日语：大阪簡易裁判所）
- 大阪法務局（日语：大阪法務局）北分廳舍（北出張所）
- 大阪律师会館（日语：大阪弁護士会）
- 浪速北府稅務事務所
- 天滿警察署（日语：天滿警察署）
- 堀川戎神社（日语：堀川戎神社）
- 大阪西天滿郵便局
- 瑞穗銀行梅田支店、西天滿出張所
- 三菱東京UFJ銀行梅田新道支店
- 名古屋銀行大阪支店
- 尼崎信用金庫（日语：尼崎信用金庫）大阪支店
- NTT西日本（日语：西日本電信電話）北營業所
- 讀賣新聞大阪本社（日语：読売新聞大阪本社）
- 阪急交通社本社（阪急交通社大阪大廈）
- 大阪宇治電大廈
- 堂島關電大廈
- HOTEL IL GRANDE梅田 （页面存档备份，存于）
- 東橫INN大阪梅田東
- 大阪市立西天滿小學校（日语：大阪市立西天滿小学校）
- 美國總領事館

## 外部連結
- ふらっと・ぶらっと西天滿（西天滿活化計畫）